# パリ北-リール線
パリ＝ノール-リール線（フランス語: Ligne de Paris-Nord à Lille）は、フランスの首都パリのパリ北駅からノール県リールのリール＝フランドル駅に至る区間を結ぶフランス国鉄の鉄道路線である。

## 歴史
1833年の段階でフランスとベルギーおよびイギリスを鉄道で結ぶ計画は存在した。1842年11月までにリール - ヴァランシエンヌ間の路線はベルギーの鉄道ネットワークの一部として開業していた。1844年7月にはパリ - リール間の鉄道のルートが決定された。この路線および支線の建設許可を国から受けたのは北部鉄道である。
1846年6月20日に開業した。当初の路線はオワーズ川の谷沿い、サン＝トゥアン＝ロモヌおよびペルサンを経由していたが、1859年5月10日にはサン＝ドニ - クレイユ間を結ぶ短絡線が開業した。1世紀以上にわたりクレイユ-ジュモン線、ベルギー国鉄96号線と共にパリ - ブリュッセル間を結ぶ一大幹線としての役割を果たした。
1993年のLGV北線の開業に伴い、大半の長距離旅客列車は新線経由に移行した。今日では地域輸送と貨物輸送が中心の路線になっている。

## 列車
以下の旅客列車が運行されている。
- TGV、タリス、ユーロスター：パリ北駅 - ヴィリエ＝ル＝ベル＝ゴネス＝アルヌービル駅間は当線を経由する。
- アンテルシテ： ブローニュ方面への列車はパリ - ロンゴー間は当線を経由する。カンブレーおよびモブージュ方面への列車はパリ - クレイユ間で当線を経由する。
- 地域列車：全線（TERピカルディおよびTERノール＝パ・ド・カレーが運行）
- トランシリアン：パリ北駅 - サン＝ドニ駅
- RER D線[1]：パリ北駅 - クレイユ駅